# Colin Russell
Colin Russell (Canadá, 2 de julio de 1984) es un nadador canadiense retirado especializado en pruebas de estilo libre media distancia, donde consiguió ser subcampeón mundial en 2005 en los 4x200 metros estilo libre.

## Carrera deportiva
En el Campeonato Mundial de Natación de 2005 celebrado en Montreal ganó la medalla de plata en los relevos de 4x200 metros estilo libre, con un tiempo de 7:09.73 segundos, tras Estados Unidos (oro con 7:06.58 segundos) y por delante de Australia (bronce con 7:10.59 segundos).